# بيورن أبيرج
بيورن أبيرج هو متزحلق حر سويدي، ولد في 15 أبريل 1968 في إوسترسوند في السويد.

## وصلات خارجية
- بيورن أبيرج على موقع الاتحاد الدولي للتزلج (التزلج الحر) (الإنجليزية)
- بيورن أبيرج على موقع أوليمبيديا (الإنجليزية)
- بيورن أبيرج على موقع اللجنة الأولمبية السويدية (السويدية)